# Дом Сутягина
«Дом Сутя́гина» (Деревянный небоскрёб, Соломбальский небоскрёб) — деревянный 13-этажный дом, построенный в Соло́мбале (север Архангельска) бизнесменом Николаем Сутягиным. Дом был частично разобран в декабре 2008 года по решению суда (до четырёх этажей) как самовольная постройка. 5 мая 2012 года оставшаяся от деревянного небоскреба часть была уничтожена пожаром.
Являлся одной из самых высоких частных деревянных построек в России, уступая при этом в высоте некоторым ярусным деревянным храмам.

## История
Строительство началось в 1992 году с трёхэтажного здания. В конце 1990-х годов Сутягин отбывал наказание в ИТК, и строительство было приостановлено, но после его освобождения возобновилось.
Дом Сутягина был признан сенсацией года на конференции «Деревянное строительство в северных городах», проходившей в норвежском городе Тронхейме, его планировали занести в Книгу рекордов Гиннесса как самое высокое деревянное здание в мире. На самом деле существуют и более высокие деревянные здания (например, церковь Вознесения в Пи́яле высотой 45 м, считающаяся самой высокой деревянной церковью России, или 72-метровая Архангельская церковь в Шурдешти, Румыния); рекордной в данном случае предположительно является высота деревянного жилого дома.
В июле 2008 года суд постановил, что здание построено незаконно, поскольку в Архангельске запрещено строить частные деревянные здания выше двух этажей без предварительного согласования с властями, и должно быть снесено за счёт владельца. На решение суда Сутягин подал апелляцию. По заявлению пресс-секретаря управления федеральной службы судебных приставов по Архангельской области Натальи Китаевой, дом требовалось снести не позднее 1 февраля 2009 года.
14 ноября 2008 г. был объявлен тендер на проведение работ по сносу здания в связи с отказом Сутягина сделать это самостоятельно. Максимальная стоимость работ была определена в 2,6 миллиона рублей.
22 декабря 2008 года рабочие приступили к разборке строения.

## Пожар
Остатки дома, разобранного до уровня 4 этажа по решению суда, сгорели 5 мая 2012 года. Четырёхэтажное деревянное здание загорелось от соседской бани.

## Фотографии

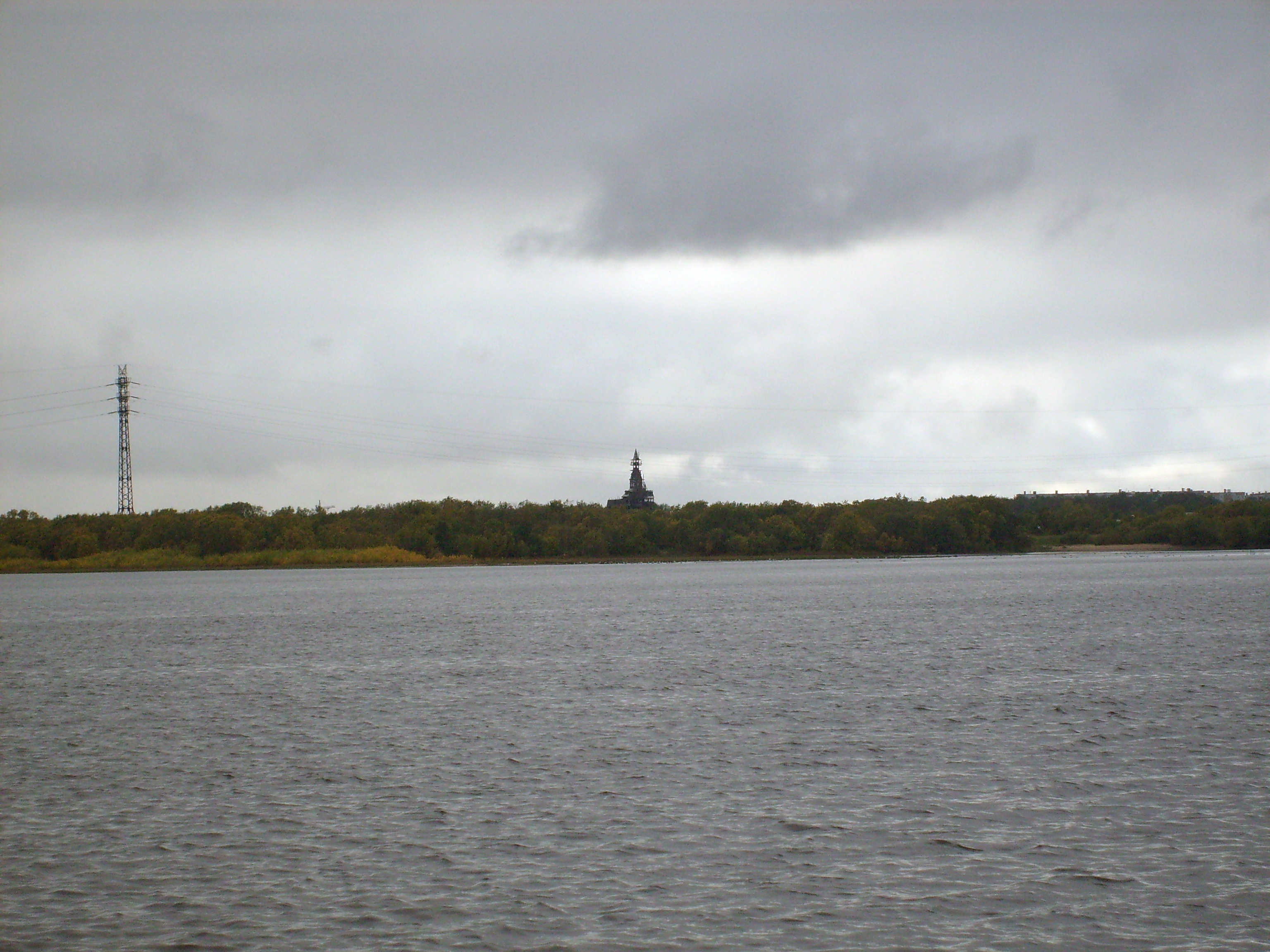
Вид на дом Сутягина с противоположного берега Кузнечихи
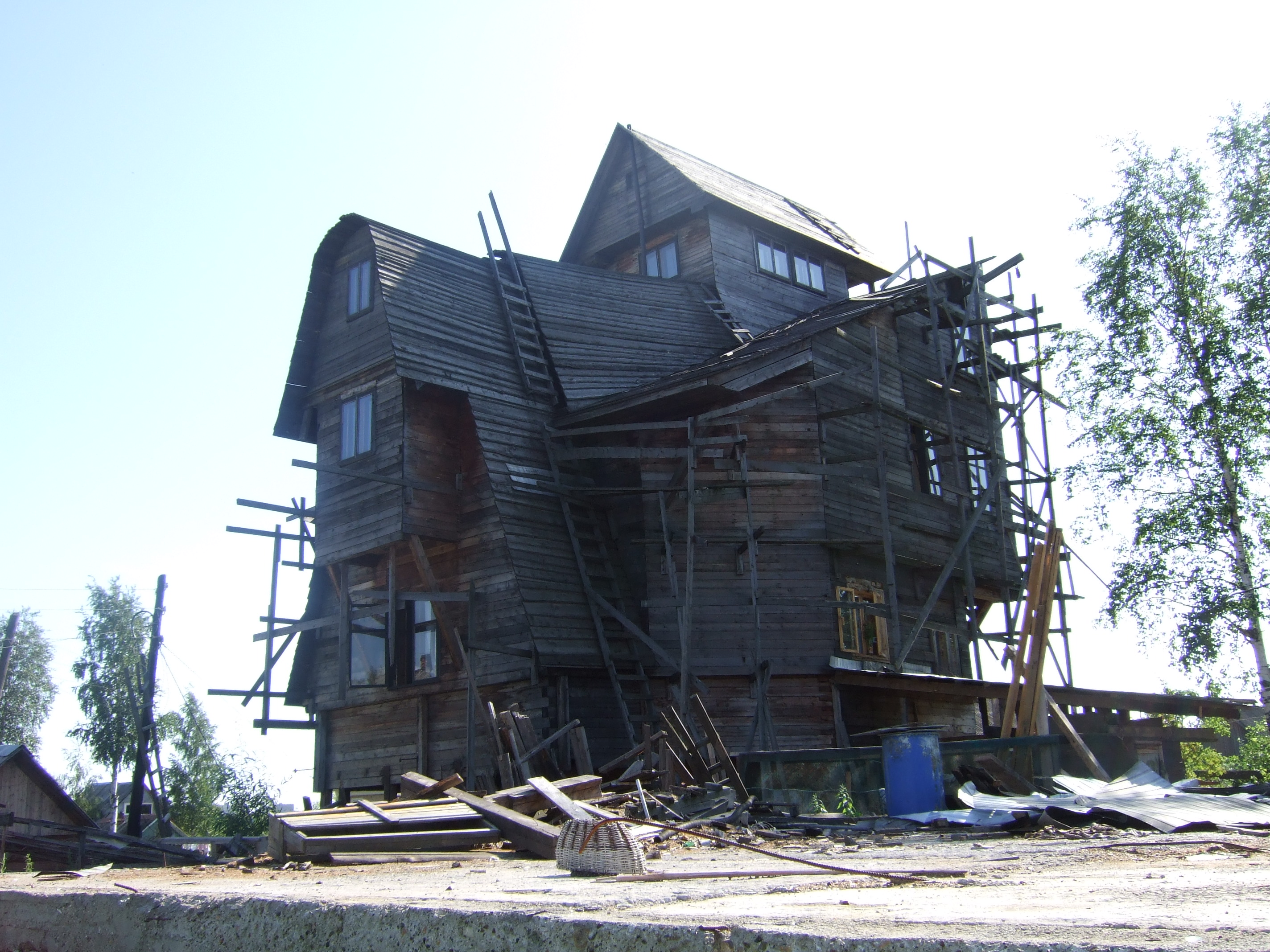
Баня Сутягина, построенная рядом с тринадцатиэтажным домом, также имеет внушительный размер